# 实体经济
实体经济是指商品和服务（如石油、面包和劳动力）的生产、消費和流通。與投机不同，实体经济參與者关注的是能满足人类真實需求和欲望的經濟活动。与之形成鲜明对比的是金融经济。 